# Cidaroidea
A Cidaroidea öregcsalád a tengerisünök (Echinoidea) osztályhoz tartozik.

## Rendszerezés
- Cidaroida rend
  - Cidaridae család
    - Aporocidaria nem
    - Cidaris nem
    - Eucidaris nem
    - Genocidaris nem
    - Lissocidaris nem
    - Stereocidaris nem
    - Stylocidaris nem
    - Tretocidaris nem

  - Psychocidaridae család